# 2012年ロンドンオリンピックの放送事業者一覧
2012年ロンドンオリンピックの放送事業者の一覧（2012ねんロンドンオリンピックのほうそうじぎょうしゃのいちらん）は、2012年に英国のロンドンで開催された夏季オリンピックで放送を許可された事業者の一覧である。

## 概説
2012年のロンドンオリンピックは、オリンピック放送機構 (OBS) により調整される様々なテレビ放送事業者による放送を通して観ることができる。
ホスト局はBBCとなる見込みで、複数のチャンネルを使用して約5000時間のテレビ中継放送を実施する予定である。
日本では、前回大会と同様に、NHK と日本民間放送連盟によるジャパンコンソーシアムにより放送される。また、今回はデジタル放送完全移行後、夏冬通して初の五輪大会でもある。アメリカ合衆国では、前回大会よりも32%高い11億8100万ドルの放送権料を国際オリンピック委員会 (IOC) に支払ったNBCが放送権を取得した。オーストラリアでは、ナイン・ネットワークとフォクステルが共同で放送権を獲得し、1992年のバルセロナオリンピック以来続いていたSeven Networkによる5大会連続となる放送権の取得は途絶えた。
二大ケーブルテレビネットワークであるESPNとユーロスポーツは、アジア、南アメリカおよびヨーロッパで放送を実施する。従来通り、ユーロスポーツは欧州大陸諸国に対して放送し、ESPNは南米の9カ国とアジアの22カ国に対して放送を提供する。
専門チャンネルとは別に、隣接する2つの地域が1つの放送局による放送を共有する例もある。通常は中国大陸を対象とする中国中央電視台 (CCTV) はマカオにも放送を提供する。また、史上初めて、依然として緊張した関係にある韓国と北朝鮮が共通のテレビ放送の提供を受けることになっている。
NBC、CCTV、BBC、Nine Network、ユーロスポーツおよびスカイ3D 等、一部の放送事業者は既に3Dテレビ放送の実施を決定している。また、NBCはYouTubeと共同でライブストリーミング配信の提供を予定している。

## 放送事業者の一覧
| 地域                   | 放送事業者・団体                                      | 脚注                 |
| ---------------------- | ----------------------------------------------------- | -------------------- |
| アルゼンチン           | TyC                                                   | [ 15 ]               |
| アジア                 | アジア太平洋放送連合 / ESPNアジア                     | [ 5 ]                |
| オーストラリア         | 2GB / Foxtel / Nine Network                           | [ 4 ] [ 16 ]         |
| ブルガリア             | BNT                                                   | [ 17 ]               |
| ブラジル               | BandSports / ESPNブラジル / Rede Record / SporTV      | [ 18 ] [ 19 ]        |
| カナダ                 | CTVオリンピックス (CTV / RDS / Sportsnet / TSN)       | [ 20 ] [ 21 ]        |
| カリブ                 | International Media Content Limited                   | [ 22 ]               |
| チリ                   | Canal 13 / TVN                                        | [ 23 ]               |
| 中国                   | CCTV                                                  | [ 24 ]               |
| コロンビア             | Caracol TV                                            | [ 25 ]               |
| チャイニーズ・タイペイ | ELTA / PTS / CTV / CTS / FTV / TTV                    | [ 26 ] [ 27 ]        |
| キューバ               | ICRT                                                  | [ 28 ]               |
| 欧州連合               | ユーロスポーツ4 / 欧州放送連合                        | [ 29 ] [ 30 ]        |
| フランス               | フランス・テレビジョン                                | [ 31 ]               |
| ドイツ                 | ARD / ZDF                                             | [ 32 ]               |
| 香港                   | i-Cable                                               | [ 33 ]               |
| イタリア               | RAI / Sky Italia                                      | [ 34 ] [ 35 ]        |
| ジャマイカ             | CVMテレビジョン                                       | [ 36 ]               |
| 日本                   | ジャパンコンソーシアム1 (NHK / 民放連)、NOTTV2 (mmbi) | [ 37 ]               |
| ラテンアメリカ         | Grupo Albavisión3 / Terra Networks4                   | [ 38 ] [ 39 ]        |
| マカオ                 | CCTV                                                  | [ 24 ]               |
| マレーシア             | RTM                                                   | [ 40 ]               |
| メキシコ               | テレビサ                                              | [ 41 ]               |
| 中東                   | アラブ諸国放送連合                                    | [ 42 ]               |
| ニュージーランド       | Prime / SKY TV                                        | [ 43 ] [ 44 ]        |
| 朝鮮民主主義人民共和国 | SBS                                                   | [ 7 ]                |
| パナマ                 | Corporación Medcom                                    | [ 45 ]               |
| ペルー                 | América Televisión                                    | [ 46 ]               |
| フィリピン             | AKTV / Solar Entertainment Corporation                | [ 47 ] [ 48 ]        |
| ポーランド             | ポーランド・テレビ                                    | [ 49 ]               |
| ポルトガル             | RTP                                                   | [ 50 ]               |
| シンガポール           | mio TV                                                | [ 51 ]               |
| 南アフリカ             | SABC / SuperSport                                     | [ 48 ] [ 52 ]        |
| 韓国                   | SBS                                                   | [ 7 ]                |
| 南アメリカ             | ESPNラテンアメリカ5                                   | [ 53 ]               |
| サブサハラ地域         | Octagon / SABC / SuperSport                           | [ 48 ] [ 52 ] [ 54 ] |
| スペイン               | RTVE                                                  | [ 55 ]               |
| スリランカ             | MTV / MBC 5                                           | [ 56 ]               |
| スウェーデン           | SVT                                                   | [ 57 ]               |
| スイス                 | SRG SSR                                               | [ 58 ]               |
| トルコ                 | TRT                                                   | [ 59 ]               |
| イギリス               | BBC6                                                  | [ 60 ]               |
| アメリカ               | NBC                                                   | [ 61 ] [ 62 ]        |
| ウルグアイ             | Tenfield                                              | [ 63 ]               |
| ベネズエラ             | teleSUR                                               | [ 64 ]               |
| ベトナム               | VTV                                                   | [ 65 ]               |

^1 – NHK、フジテレビジョン、TBSテレビ、テレビ朝日、テレビ東京、日本テレビ放送網、全国独立放送協議会から成る共同企業体。
^2 – ジャパンコンソーシアムとの共同により、日本国内でスマートフォン向けの放送を実施する予定。
^3 – 放送地域はボリビア、コスタリカ、ドミニカ共和国、エクアドル、エルサルバドル、グアテマラ、ホンジュラス、ニカラグア、パラグアイ、ウルグアイ。
^4 – ラテンアメリカ一帯を対象としたインターネットおよび移動体通信向けサービスを提供する予定。
^5 – 放送地域はアルゼンチン、ボリビア、チリ、コロンビア、エクアドル、パラグアイ、ペルー、ウルグアイ、ベネズエラ。
^6 – Sky衛星放送、Virgin Media、FreesatがBBCおよびユーロスポーツとの共同事業により放送を提供する予定。Skyは自身のSky 3Dにてユーロスポーツ制作の3D放送を提供する予定。
^5 - MBCとMTVの放送地域はスリランカの国土の6割程度であり、この地域外の住民がロンドン五輪のテレビ中継を視聴する場合は専門チャンネルに頼らざるを得ない。